# Acción Democrática Española
Acción Democrática Española (ADE) fue un partido político democristiano español constituido en 1977 y dirigido por Federico Silva Muñoz. Fue aprobado como asociación política por el Consejo de Ministros el 26 de enero de 1977, y constituido como partido el 5 de marzo del mismo año.
Fue uno de los partidos fundadores de la Federación de Partidos de Alianza Popular, y en un consejo nacional realizado el 18 de enero de 1978 el partido acordó no integrarse del Partido Unido de Alianza Popular. Posteriormente abandonó la federación en noviembre de 1978 después de que ésta diese su apoyo a la Constitución de 1978. En 1979 se integró en la Derecha Democrática Española con otros partidos de derechas y poco después desapareció. 